# Episodi di Derry Girls (prima stagione)
La prima stagione della serie televisiva Derry Girls, composta da 6 episodi, è stata trasmessa nel Regno Unito per la prima volta dall'emittente televisiva pubblico Channel 4 dal 4 gennaio al 8 febbraio 2018.
In Italia, è stato distribuita dal servizio video on demand Netflix il 21 dicembre 2018.
| n° | Titolo originale | Titolo italiano | Prima TV UK      | Pubblicazione Italia |
| -- | ---------------- | --------------- | ---------------- | -------------------- |
| 1  | Episode One      | Episodio 1      | 4 gennaio 2018   | 21 dicembre 2018     |
| 2  | Episode Two      | Episodio 2      | 11 gennaio 2018  | 21 dicembre 2018     |
| 3  | Episode Three    | Episodio 3      | 18 gennaio 2018  | 21 dicembre 2018     |
| 4  | Episode Four     | Episodio 4      | 25 gennaio 2018  | 21 dicembre 2018     |
| 5  | Episode Five     | Episodio 5      | 1º febbraio 2018 | 21 dicembre 2018     |
| 6  | Episode Six      | Episodio 6      | 8 febbraio 2018  | 21 dicembre 2018     |

## Episodio 1
- Titolo originale: Episode One
- Diretto da: Michael Lennox
- Scritto da: Lisa McGee

### Trama
Derry, metà anni novanta. All'inizio del nuovo anno scolastico, la sedicenne Erin Quinn è infastidita dal fatto che sua cugina Orla McCool continui a leggere il suo diario, mentre la sua migliore amica Clare Devlin tenta uno sciopero della fame per solidarietà verso i bambini del terzo mondo e Michelle Mallon, la piantagrane del gruppo, presenta alle altre suo cugino James Maguire, cresciuto a Londra dopo che la zia della ragazza vi si era recata per abortire, salvo poi cambiare idea e fare di recente ritorno a Derry in seguito al divorzio dal patrigno del ragazzo.
Preoccupati che, a causa del suo accento e della sua cittadinanza inglese, James sia vittima di bullismo nella scuola cattolica secondaria per ragazzi locale, le autorità educative fanno di lui il primo studente maschio dell'Our Lady Immaculate College, la scuola cattolica secondaria per ragazze frequentata da Michelle e le sue amiche. Durante il tragitto in autobus per andare a scuola, Erin viene invitata dal ragazzo per cui ha una cotta, David Donnelly, a un concerto della sua band, mentre Michelle tenta maldestramente di minacciare una ragazzina del primo anno per costringerla a cedere il posto su cui è seduta a lei e al suo gruppo; arrivate a scuola, la prefetta di classe Jenny Joyce si confronta con loro riguardo all'incidente e, dopo che Michelle si rifiuta di scusarsi, riferisce quanto accaduto alla preside dell'istituto, sorella Michael, la quale mette il quintetto in punizione, facendo perdere a Erin il concerto di David. Tuttavia sorella Declan, novantasettenne incaricata di supervisionare la punizione del gruppo, muore dopo aver confiscato il diario di Erin ed essersi messa a leggerlo; approfittando della cosa Michelle tenta di recuperare il suo rossetto dagli oggetti confiscati dalla suora facendosi aiutare da Orla, Clare, stremata dal digiuno, si mette a mangiare il panino lasciato a metà dalla defunta, Erin tenta di fuggire scavalcando la finestra e James, a cui è stato impedito per tutto il giorno sia di usare i bagni delle studentesse che quelli dello staff, si mette ad urinare in un bidone. Sorella Michael entra nella stanza e sorprende il gruppo proprio nel pieno di tale situazione, convocando immediatamente a scuola le loro famiglie, James scopre così che sua madre ha fatto ritorno a Londra abbandonandolo a Derry. Orla commenta l'ingiustizia dell'accaduto leggendo ad alta voce un brano del diario dell'esasperata Erin.
- Altri interpreti: Ava Grace e Mya Rose McAleese (Baby Anna Quinn), Paul Mallon (Dennis), Anthony Boyle (David Donnelly), Maria Laird ("Piccola" Tina O'Connell), Beccy Henderson (Aisling), Barbara Adair (Sorella Declan), Amelia Crowley (Deirdre Mallon), David Ireland (Sean Devlin).
- Ascolti UK: telespettatori 3.280.000.[3]

## Episodio 2
- Titolo originale: Episode Two
- Diretto da: Michael Lennox
- Scritto da: Lisa McGee

### Trama
Il prozio di Erin e Orla, Colm, fratello minore del nonno Joe, fa visita alla famiglia raccontando con un lungo monologo dal tono monotono di essere stato legato a un suo radiatore da due terroristi che hanno rubato il suo furgone e l'hanno usato per trasportare armi attraverso il confine per poi farlo esplodere; successivamente lui e la zia Sarah vengono intervistati dall'UTV a riguardo di tale evento. Nel frattempo, Erin, Clare, Orla, Michelle e James scoprono con entusiasmo che la destinazione della gita scolastica di quell'anno sarà Parigi ma vengono poi messi al corrente che la quota di partecipazione è di 375£ a persona, cifra che nessuno di loro può permettersi. Dopo aver tentato senza successo di pagarsi il viaggio attingendo al loro fondo fiduciario, venendo a sapere così che nessuna delle loro famiglie ne ha istituito uno a loro nome, il gruppo decide di cercare lavoro per guadagnarsi i soldi necessari; motivo per il quale Michelle ruba una bacheca con vari annunci di lavori part-time dall'interno del negozio di fish and chips di Fionnula, un'autentica istituzione cittadina. Tuttavia, prima che il gruppo possa rispondere a qualsiasi annuncio Fionnula, messa al corrente del furto dalla madre di Clare, cui quest'ultima ha confessato in preda al senso di colpa, li costringe a fare le pulizie all'interno del suo negozio per rimediare al misfatto. I cinque fanno un pessimo lavoro di pulizia e, dopo che Michelle ruba l'alcool di Fionnula e dà accidentalmente fuoco al suo appartamento sopra il negozio inciampando mentre porta degli shot infuocati, Erin e Orla chiamano le loro madri per aiutarle a trovare una scusa credibile; Mary e Sarah tentano di far apparire il tutto come opera di una banda di ladri, ma vengono scoperte sul fatto da Fionnula. Il gruppo e le loro famiglie, messi al bando dal negozio di fish and chips, sono quindi costretti ad ordinare la pizza, che tuttavia considerano "non altrettanto buona".
- Altri interpreti: Claire Rafferty (Signorina Mooney), Sophie Robertson (Charlene Kavanagh), Tracey Lynch (Fionnula), Kevin McAleer (Zio Colm).
- Ascolti UK: telespettatori 3.020.000.[3]

## Episodio 3
- Titolo originale: Episode Three
- Diretto da: Michael Lennox
- Scritto da: Lisa McGee

### Trama
Dopo aver studiato tutta la notte per un esame, lungo la strada per la scuola il gruppo si imbatte in un cane identico a Toto, il cucciolo di Erin recentemente rimasto ucciso in un incidente stradale, e lo seguono in una chiesa dove trovano una statua della Vergine Maria. Sopraffatte da privazione del sonno e caffeina, mentre pregano per avere un esito positivo all'esame, Clare, Michelle e Orla hanno l'impressione di vedere la statua sorridere, mentre Erin, seguendo il cane fino al piano superiore della chiesa lo vede urinare direttamente sopra la statua. Scambiando l'urina che gocciola attraverso un buco nel soffitto e lungo la guancia della statua per lacrime, paragonandosi ai Figli di Fatima il resto del gruppo decide di raccontare a sorella Michael quello che hanno visto nella speranza di essere esonerati dall'esame; sebbene Erin abbia inizialmente intenzione di rivelare agli altri che ciò che hanno effettivamente visto era urina e non le lacrime, abbandona subito l'intento quando il bel giovane prete Peter si interessa alla loro storia. Nel momento in cui Peter suggerisce che Toto sia stato resuscitato per condurre Erin in chiesa, decide di disseppellirlo, tuttavia, dopo aver scoperto che la scatola di cartone in cui avrebbe dovuto essere sepolto è vuota Erin, sapendo che la statua non stava piangendo e che Toto non era resuscitato, si confronta con sua madre scoprendo che il cane non è morto bensì dato alla vicina di casa Maureen Malarkey e dunque il cane che avevano visto in chiesa era il vero Toto. Erin rivela la verità ai suoi amici, che però decidono di continuare la bufala in quanto le ragazze sono attratte da Peter mentre James desidera diventare più simile a lui; in seguito però Peter rivela a Erin che era vicino all'abbandono del sacerdozio per iniziare una relazione con una ragazza di cui si era innamorato e che gli aveva fatto dubitare della sua fede nel cattolicesimo, Erin, supponendo di essere la ragazza in questione, gli rivela della bufala nella speranza che questi avrebbe lasciato il sacerdozio per fuggire con lei ma resta delusa di scoprire che la ragazza di cui è innamorato Peter è in realtà una parrucchiera. Il gruppo viene bollato come cinque bugiardi che hanno fatto uno "scherzo diabolico" alla chiesa cattolica e costretti a sostenere l'esame precedentemente rimandato.
- Altri interpreti: Claire Rafferty (Signorina Mooney), Julia Dearden (Maureen Malarkey), Peter Campion (Padre Peter).
- Ascolti UK: telespettatori 2.780.000.[3]

## Episodio 4
- Titolo originale: Episode Four
- Diretto da: Michael Lennox
- Scritto da: Lisa McGee

### Trama
Joe inizia a frequentare una donna, la sessantaduenne Maeve ma, quando Mary e Sarah lo scoprono e questi gliela presenta, le dicono che non la chiameranno mai "mamma". Nel frattempo, in una manovra di scambio internazionale per aiutare le vittime del disastro di Černobyl', diversi adolescenti ucraini visitano Derry e rimangono con le famiglie delle studentesse dell'Our Lady Immaculate College. La famiglia di Erin e Orla ospita Katya, la quale appare impassibile e disinteressata all'entusiasmo di Erin riguardo a Derry e all'Irlanda del Nord, sostenendo che il conflitto nordirlandese sia inutile, viene però subito molto attratta da James, con cui inizia una relazione. La ricca Jenny Joyce, che vive in una casa con otto camere da letto, decide di organizzare una festa per aiutare gli ucraini ad ambientarsi nell'Irlanda del Nord e Michelle incoraggia gli altri a partecipare perché intenzionata ad avere un rapporto sessuale con Artem, un ragazzo ucraino che vive con la famiglia di Jenny. Sospettosa e in parte gelosa riguardo all'attrazione di Katya per James, Erin guarda nella borsetta della ragazza prima della festa e trova dei preservativi, cosa che, unita al fatto che molti altri ucraini le diano soldi che "devono" a Katya, porta Erin a pensare erroneamente che la ragazza sia una prostituta e cercare di impedire in tutti i modi a James di fare sesso con Katya quella notte. Michelle scopre che Artem in realtà è un protestante di nome Clive, persosi a Derry dopo essere tornato da una vacanza a Ibiza ed aver fatto una svolta sbagliata lasciando l'Aeroporto di Belfast-Aldergrove, il quale ha deciso di fingersi uno degli ucraini per paura di ciò che i cattolici gli avrebbero fatto se avessero scoperto la sua vera identità. Esasperata dal tentativo di allontanare James da Katya, Erin arriva ad ignorare completamente perfino la sua cotta, David Donnelly, e a confrontare la ragazza di fronte a tutti rivelando i suoi sospetti e portando Katya a spiegare di essere stata semplicemente incaricata di una colletta tra gli ucraini per raccogliere i soldi necessari a comprare un regalo a Jenny come ringraziamento per aver organizzato la festa. Umiliata e offesa, Katya lascia James e la famiglia di Erin decidendo di andare a stare da Jenny per il resto del suo soggiorno a Derry. Infine, Joe e Maeve decidono di interrompere la loro relazione in quanto le figlie dell'uomo "non sono pronte" a vederlo frequentare un'altra donna.
- Altri interpreti: Niall Cusack (Padre Conway), Diona Doherty (Katya), Michael Shea (Clive / Artem), Anthony Boyle (David Donnelly), Michael McGarry (Ragazzo ucraino 1), Amanda Hurwitz (Maeve), Ciaran Flynn (Ragazzo ucraino 2).
- Ascolti UK: telespettatori 2.550.000.[3]

## Episodio 5
- Titolo originale: Episode Five
- Diretto da: Michael Lennox
- Scritto da: Lisa McGee

### Trama
Il 12 luglio, alla vigilia dell'Orangemen's Day, la famiglia di Erin e Orla tenta di evitare le marcia dell'Ordine di Orange lasciando l'Irlanda del Nord per fare una breve vacanza nella Repubblica, a loro si aggregano Clare, portata all'esasperazione dal frastuono, Michelle e James, in quanto Deidre non vuole averli attorno mentre lei e il marito fanno i doppi turni. Durante il viaggio, la comitiva scopre un uomo dell'IRA nascosto nel bagagliaio della loro auto che, dopo essersi presentato col falso nome di "Emmett", comunica loro di stare cercando di attraversare il confine senza essere scoperto. Il padre di Erin, Gerry inizia a discutere con il nonno Joe sull'eventualità di portare o meno "Emmett" oltre il confine rischiando di essere arrestati. Nel frattempo zia Sarah, convintasi di saper leggere la mano dopo aver frequentato un corso per corrispondenza, legge il futuro di Michelle dicendole che incontrerà molto presto il suo futuro marito e convincendola dunque che l'uomo in questione sia "Emmett" sebbene non ne sia minimamente attratta. Dopo continue divergenze tra Gerry e Joe riguardo all'uomo dell'IRA, quest'ultimo lascia il ristorante dove il gruppo si era fermato per il pranzo, ruba una tenda dalla loro auto e si intrufola nel bagagliaio di un'altra vettura sotto lo sguardo attonito del gruppo e della famiglia Quinn.
- Altri interpreti: Ava Grace e Mya Rose McAleese (Baby Anna Quinn), Amelia Crowley (Deirdre Mallon), Robert Calvert (Jim "Across the Road"), Terence Keeley ("Emmett"), Bronagh Taggart (Nicola).
- Ascolti UK: telespettatori 2.630.000.[3]

## Episodio 6
- Titolo originale: Episode Six
- Diretto da: Michael Lennox
- Scritto da: Lisa McGee

### Trama
Gerry perde il tesserino rosso necessario a ritirare le foto della famiglia da Photoshack e nonostante i tentativi il commesso, Ciaran, si rifiuta di dargliele nonostante Gerry vi sia ritratto. Mary trova il tesserino nel bucato scoprendo che ha trasformato i loro vestiti bianchi in rosa. In seguito Joe tenta di ritirare le foto assieme a Sarah, che viene riconosciuta da Ciaran; i due, attratti l'uno dall'altra, iniziano una relazione e l'uomo viene invitato a cena dalla famiglia Quinn. Contemporaneamente Erin decide di subentrare al ruolo di caporedattrice del giornalino scolastico dopo aver saputo che Louise, la precedente incaricata, non sarebbe tornata a scuola per tutto l'anno a causa di una grave malattia. Pur non avendo mai scritto alcun articolo la ragazza è felice della sua posizione, fino a quando scopre che tutti i membri del team del giornale l'hanno lasciata sola in quanto furiosi con lei poiché, per rispetto verso Louise, non intendevano sostituirla. Erin recluta allora i suoi amici come nuovo staff e, non riuscendo a trovare una buona storia, decide infine di pubblicare una lettera anonima in cui una studentessa fa coming out come lesbica, nonostante la disapprovazione di Clare e il parere contrario di sorella Michael. La storia diventa immediatamente l'argomento più discusso della scuola e Clare decide dunque di aprirsi confidando a Erin di essere stata lei a scrivere la lettera anonima, dopo l'iniziale incredulità la ragazza, sopraffatta dalle emozioni, reagisce con disgusto esortando l'amica a "tornare nell'armadio". Profondamente ferita, Clare smette di parlare ad Erin, venendo prontamente sostenuta e confortata da James, cosa che provoca una spaccatura nel gruppo. Sebbene senta enormemente la mancanza della sua migliore amica, Erin non sa come scusarsi con lei finché, durante un talent show scolastico in cui Orla esegue una routine di aerobica step venendo derisa dal pubblico, il resto del gruppo prende le sue difese e sale sul palco unendosi a lei in una danza durante la quale Erin e Clare si riappacificano abbracciandosi.
In quello stesso momento, a casa, la famiglia Quinn guarda un'edizione straordinaria del telegiornale riportare la notizia di un violento bombardamento che ha avuto luogo alle 15:00 ed in cui hanno perso la vita 12 persone.
- Altri interpreti: Maria Laird ("Piccola" Tina O'Connell), Beccy Henderson (Aisling), Jamie Beamish (Ciaran Healy).
- Ascolti UK: telespettatori 2.760.000.[3]
- Curiosità: Sebbene non sia specificato le dinamiche dell'attacco terroristico mostrato nel finale rendono probabile si tratti di quello avvenuto il 23 ottobre 1993 a Belfast su Shankill Road.